# Тебвангарои
Тебвангарои (англ. Tebwangaroi) — деревня на острове Нотоуа атолла Тарава, архипелаг Гилберта. Тебвангарои входит в муниципалитет Северная Тарава, Республика Кирибати.

## Геграфия и экология
| Показатель                     | Янв. | Фев. | Март | Апр. | Май  | Июнь | Июль | Авг. | Сен. | Окт. | Нояб. | Дек. | Год  |
| ------------------------------ | ---- | ---- | ---- | ---- | ---- | ---- | ---- | ---- | ---- | ---- | ----- | ---- | ---- |
| Средний максимум, °C           | 31,1 | 31,2 | 31,3 | 31,4 | 31,4 | 31,5 | 31,6 | 31,6 | 31,4 | 31,8 | 31,7  | 31,5 | 31,5 |
| Средний минимум, °C            | 24,5 | 25,0 | 25,3 | 25,4 | 25,7 | 25,5 | 25,6 | 25,7 | 25,7 | 25,5 | 25,4  | 25,1 | 25,4 |
| Норма осадков, мм              | 272  | 201  | 188  | 183  | 163  | 137  | 157  | 122  | 89   | 89   | 102   | 203  | 1905 |
| Источник: World Weather Online |      |      |      |      |      |      |      |      |      |      |       |      |      |

## Население
| 2010 |
| ---- |
| 40   |

Деревня находится в сложном положении. В 2010 году в деревне находилось 7 домашних хозяйств при населении 40 человек. В 2015 году в деревне осталось 4 хозяйства и 20 жителей.
|         |    | <1 | 1 | 2 - 5 | 6 - 14 | 15 - 17 | 18 - 49 | 50 - 60 | 70+ |
| ------- | -- | -- | - | ----- | ------ | ------- | ------- | ------- | --- |
| Всего   | 34 | 0  | 2 | 3     | 8      | 1       | 18      | 2       | 0   |
| Мужчины | 15 | 0  | 2 | 1     | 2      | 0       | 9       | 1       | 0   |
| Женщины | 19 | 0  | 0 | 2     | 6      | 1       | 9       | 1       | 0   |

Ученики начальной школы учатся в англ. Nein Tebwaara Primary school.